# Église Saint-Pierre de Gémil
Pour les articles homonymes, voir Église Saint-Pierre.
L'église Saint-Pierre de Gémil est une église catholique située à Gémil, en France.

## Localisation
L'église est située dans le département français de la Haute-Garonne, sur la commune de Gémil.

## Historique
L'édifice est inscrit au titre des monuments historiques en 1929; pour les vestiges de son portail roman du XIIe siècle

## Description

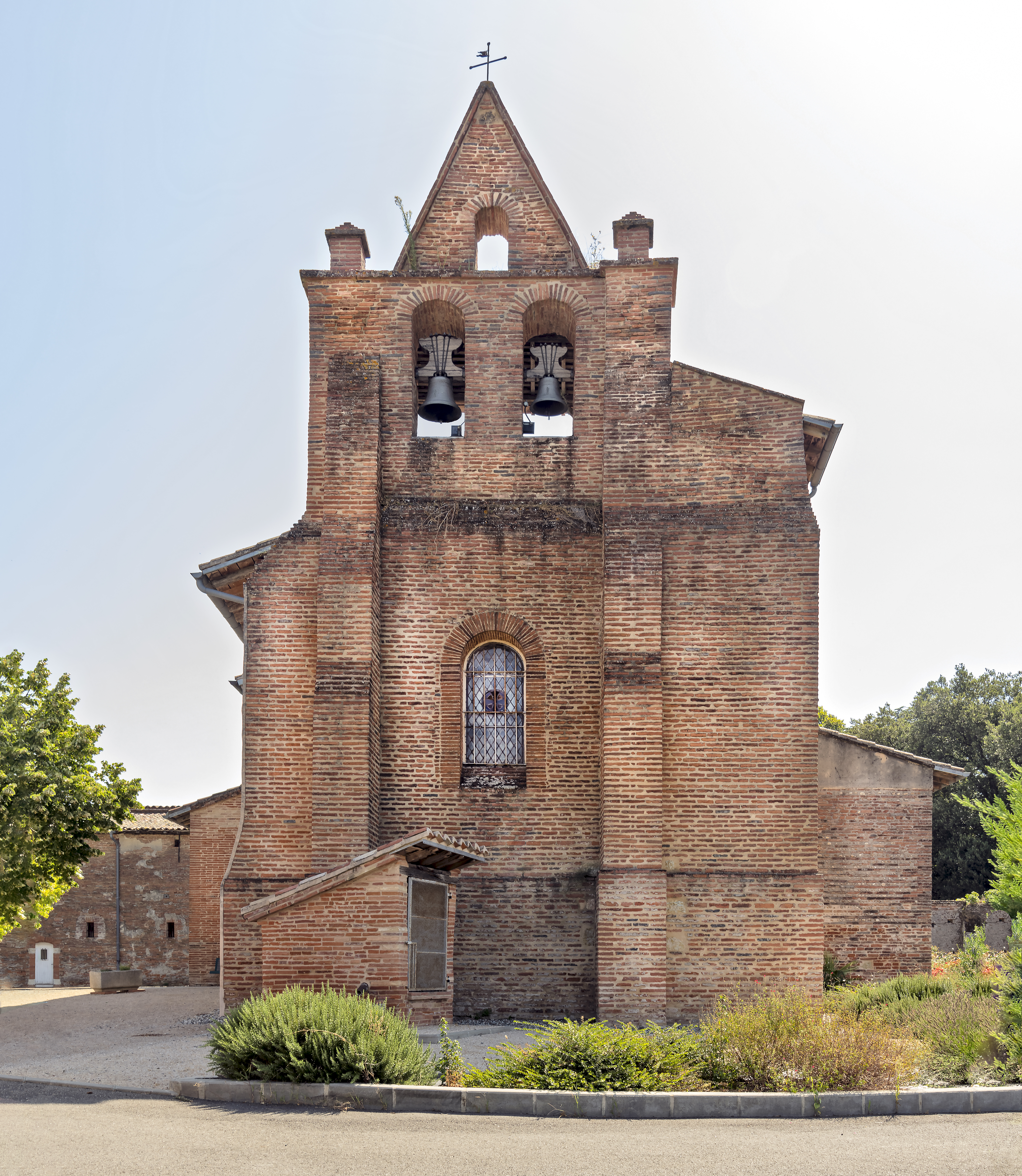
Le clocher-mur
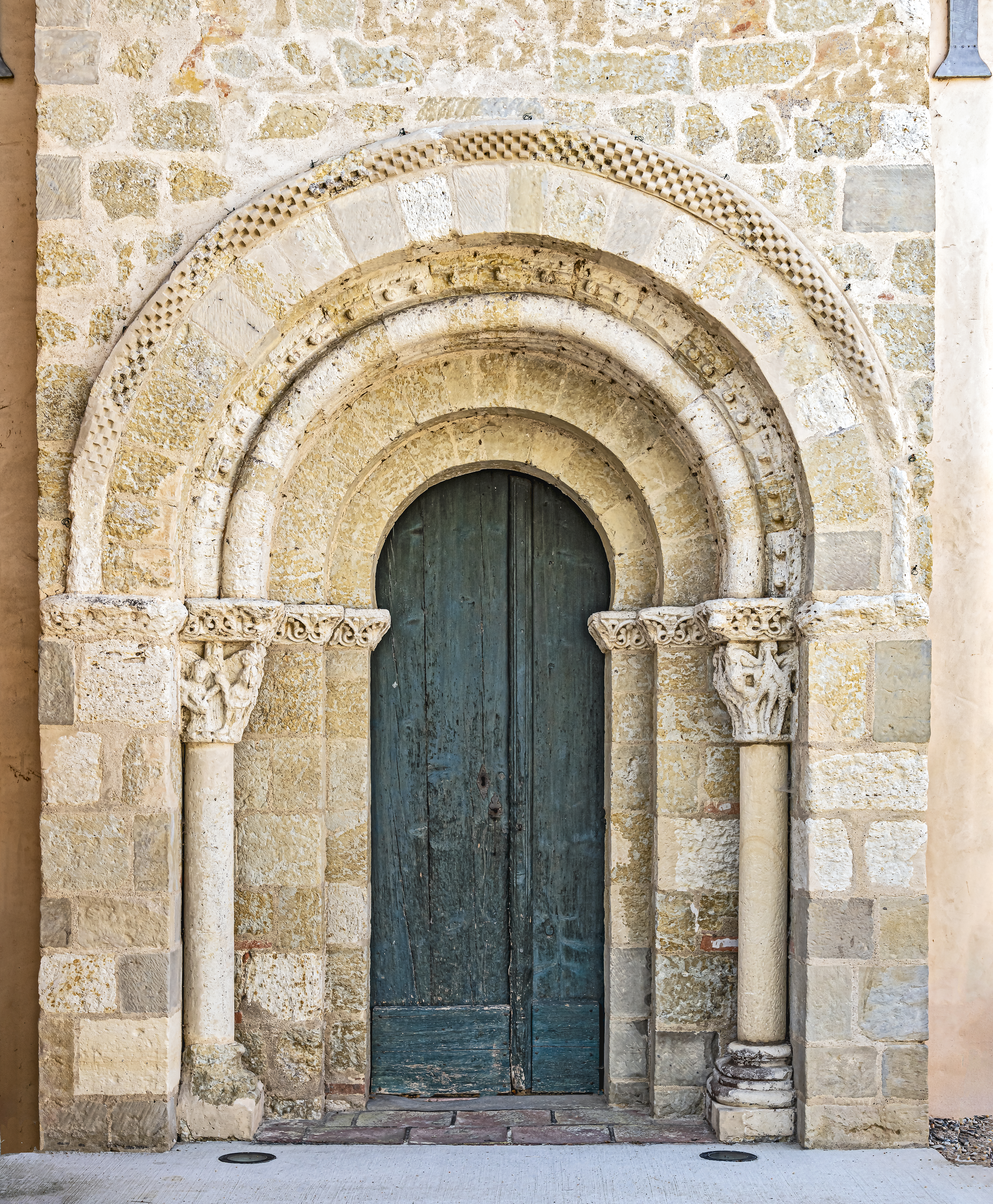
Le portail roman du XIIe
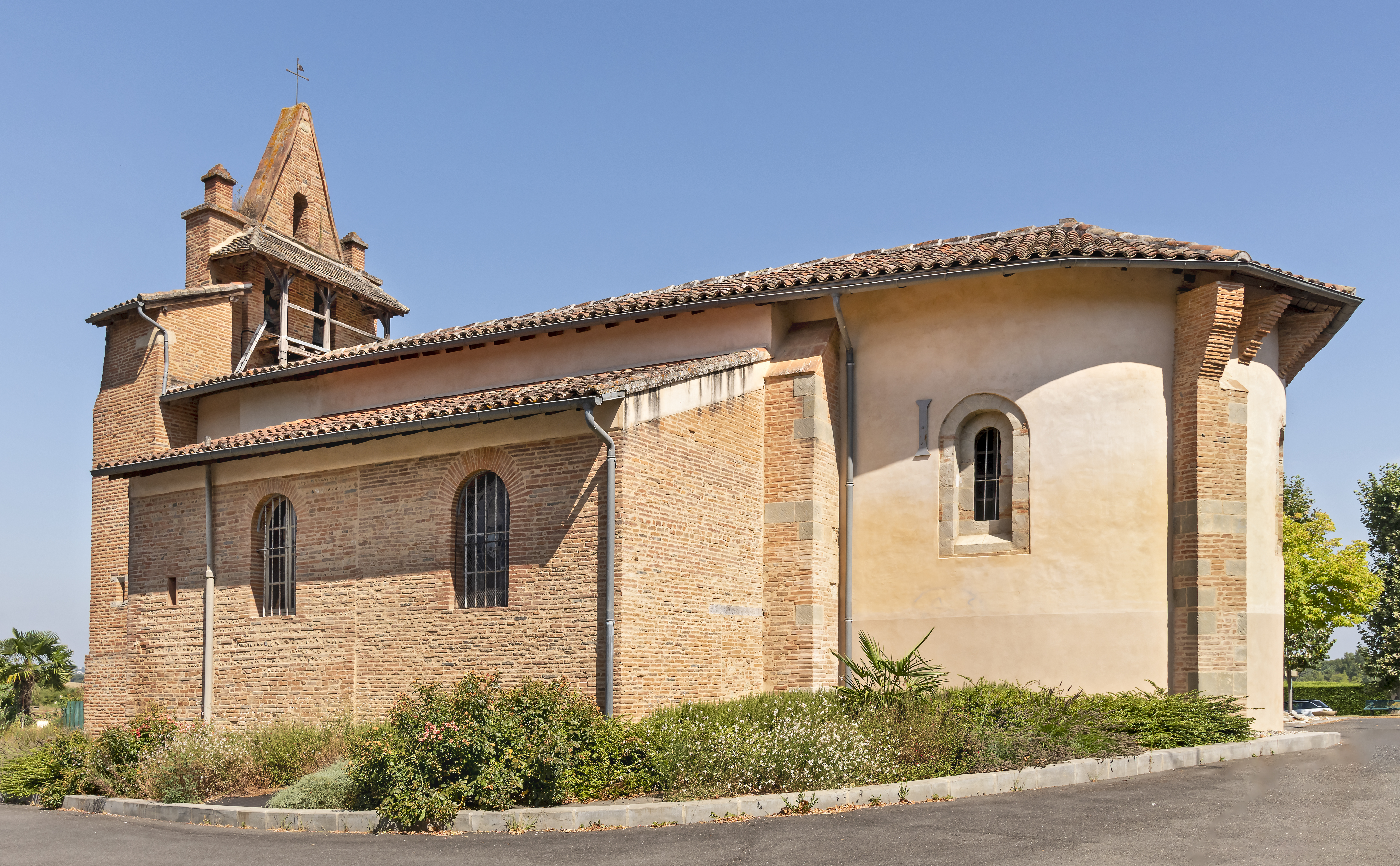
L'abisde